# Эрик I (король Дании)
Эрик I Добрый, или Великодушный (дат. Erik 1. Ejegod; 1070? — 10 июля 1103) — король Дании в 1095—1103 годах. Один из сыновей короля Свена II Эстридсена от наложниц, избранный королём после смерти своего брата короля Олафа I.

## Биография
Эрик родился в городе Слангеруп в Северной Зеландии. В правление его сводного брата Кнуда IV (1080—1086) Эрик поддерживал короля и был назначен ярлом Зеландии. Во время крестьянского восстания, приведшего к гибели Кнуда IV, бежал в Швецию. Ещё один его брат Олаф I был избран королём Дании, но его правление было коротким. По возвращении в 1095 году Эрик на ландстинге был избран королём. Голод, терзавший страну при Олафе, после этого прекратился, что было воспринято народом как знак Божий.
Эрику удалось укрепить авторитет королевской власти в народе, изменив налоги; кроме того, неурожайные годы в Северной Европе подошли к концу. Средневековые летописцы, такие как Саксон Грамматик, изображали Эрика как любимца простого народа, хорошего оратора, весёлого человека, который любил празднества и вёл довольно разгульный образ жизни. Будучи сторонником сильной королевской власти, он вёл себя, как дипломат, избегая столкновения со знатью. Эрик также имел репутацию безжалостного противника грабителей и пиратов.
В 1098 году Эрик совершил путешествие к папскому престолу в Рим, где добился канонизации Кнуда IV Святого (1101) и независимости от архиепископа Гамбурга-Бремена (в 1103 было учреждено архиепископство в Лунде — единственное в Скандинавии).
Война против славян Балтийского Поморья также была удачной — датчанам удалось захватить важный для налётов вендов остров Рюген.
В 1103 году Эрик отправился в паломничество в Иерусалим, незадолго до этого отбитый крестоносцами у мусульман. Причиной паломничество, согласно Датской королевской хронике, стало убийство четырёх гостей в пьяной драке на пиру в королевском дворце. Несмотря на уговоры подданных, Эрик всё-таки отправился в Иерусалим, назначив регентом своего сына Харальда Копьё. По дороге Эрик побывал в Новгороде, был принят в Константинополе императором Алексеем I Комнином, но не достиг Святой Земли. Он умер в Пафосе на Кипре 10 июля 1103 года.

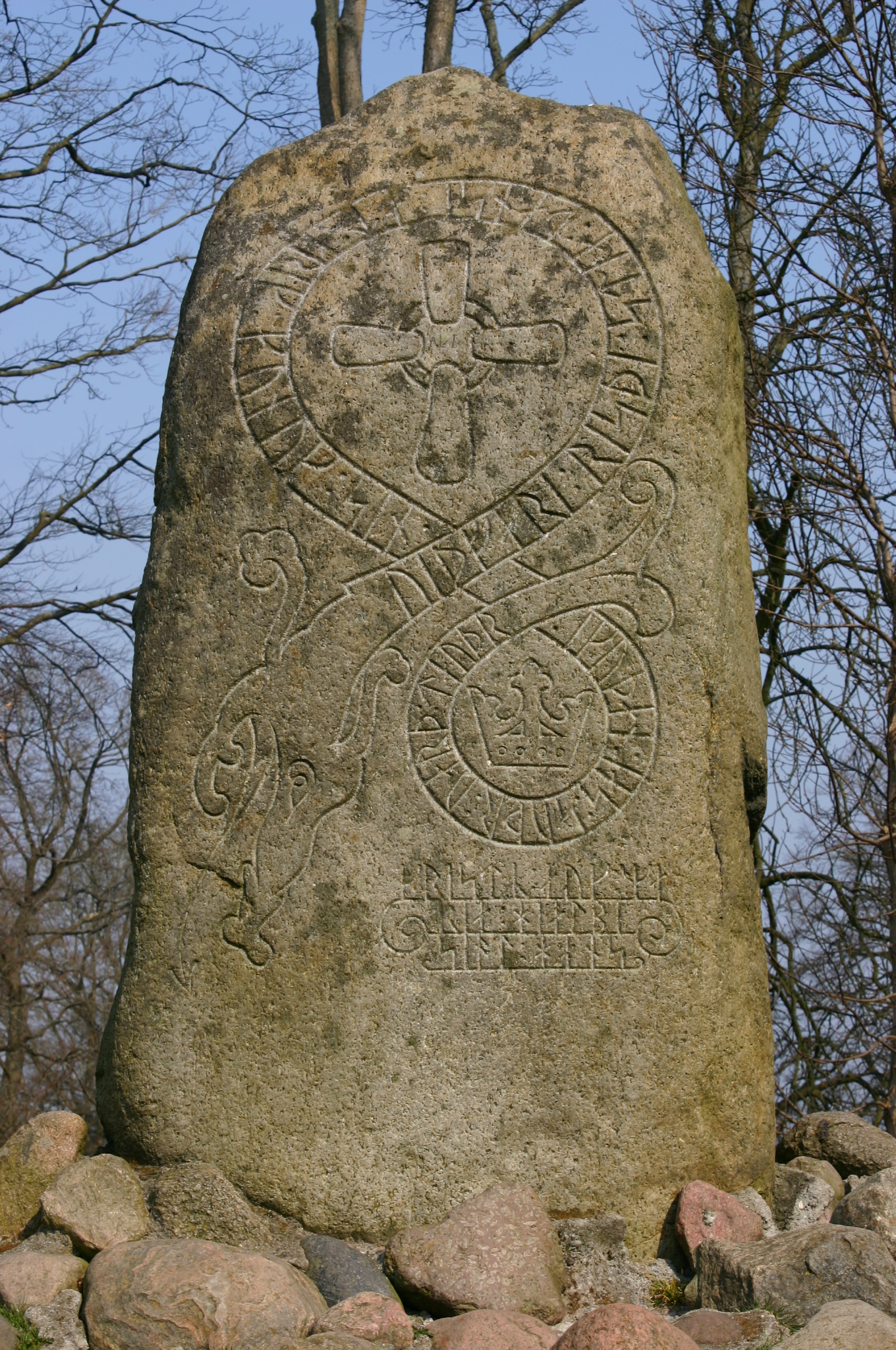
Памятный камень в Боргвольде, Виборг, Дания

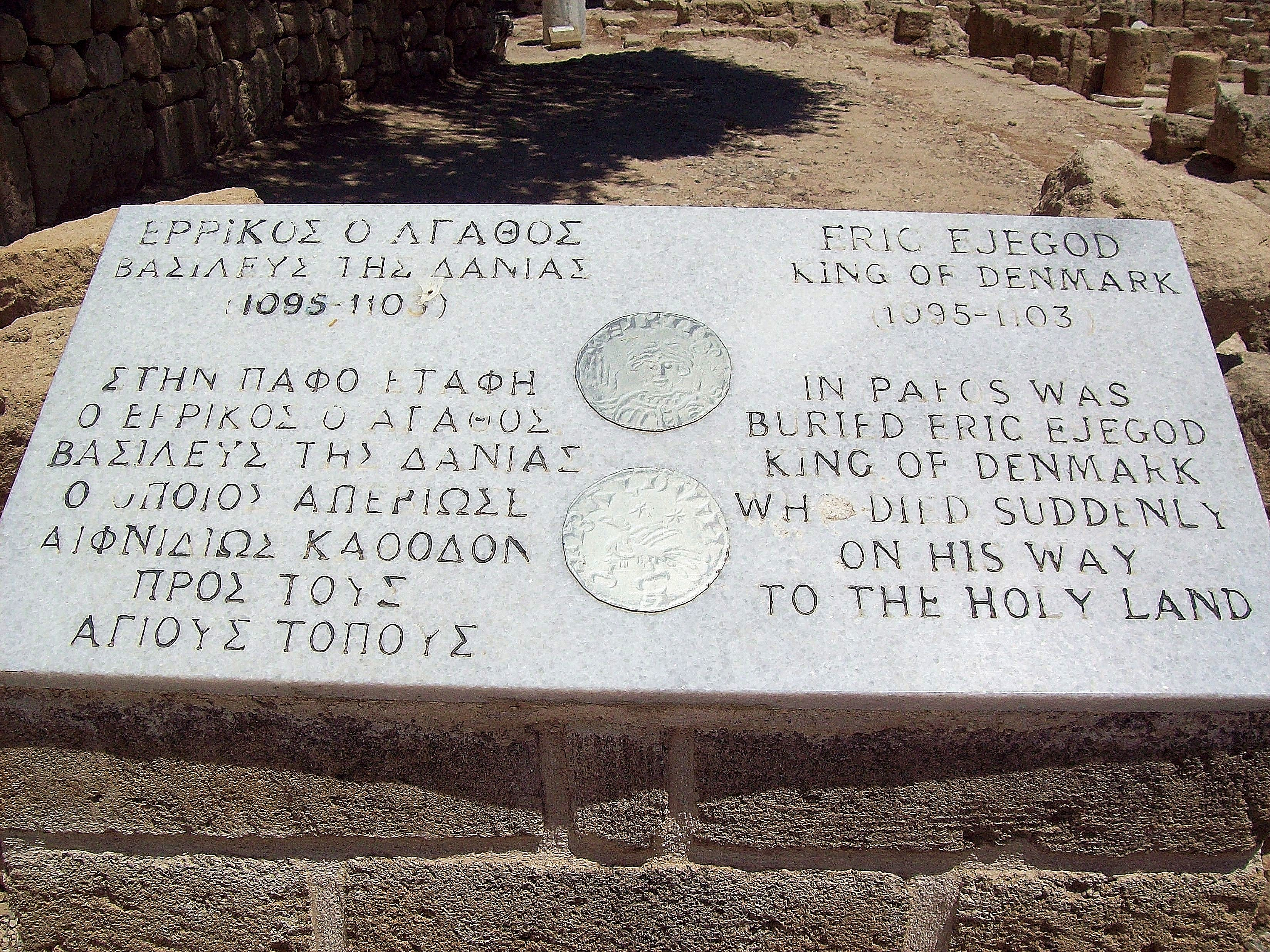
Мемориальная доска на месте смерти Эрика I в Пафосе на Кипре

### Семья
Эрик и Бодиль Турготсдаттер имели всего одного сына, Кнуда Лаварда. Харальд Копьё был сводным братом Кнуда, рожденным вне брака. Кроме того, Эрик имел двух внебрачных сыновей — Эрика II и Бенедикта, а также дочь Рагнхильду (мать будущего короля Эрика III).
Кнуд Лавард был старшим сыном короля Эрика, но он был убит 7 января 1131 года племянником Эрика Магнусом Сильным, сыном короля Нильса, который рассматривал Кнуда в качестве вероятного конкурента на трон. Смерть Кнуда произошла за несколько дней до рождения его сына, Вальдемара I Великого, который стал королём Дании в 1157 году. Эрик Добрый является предком более поздних датских монархов.